# Tegenaria montana
Espèce
Synonymes
- Malthonica montana (Deltshev, 1993)

Tegenaria montana est une espèce d'araignées aranéomorphes de la famille des Agelenidae.

## Distribution
Cette espèce est endémique de Bulgarie. Elle se rencontre dans les monts Pirin.

## Description
Le mâle holotype mesure 7,1 mm et la femelle paratype 6,4 mm.

## Publication originale
- Deltshev, 1993 : The genus Tegenaria Latreille in Bulgaria: a critical review with descriptions of two sibling species (Arachnida, Araneae: Agelenidae). Berichte des Naturwissenschaftlich-Medizinischen Vereins in Innsbruck, vol. 80,  p. 167-174 (texte intégral).